# 埃爾索夫河
50°59′32.7″N 8°31′44.2″E / 50.992417°N 8.528944°E

埃爾索夫河（德語：Elsoff），是德國的河流，位於該國西部，流經北萊茵-威斯特法倫州和黑森州，屬於埃德河的左支流，河道全長19.2公里，流域面積49平方公里。